# Municipio de Nichols
El municipio de Nichols (en inglés: Nichols Township) es un municipio ubicado en el condado de Conway en el estado estadounidense de Arkansas. En el año 2010 tenía una población de 659 habitantes y una densidad poblacional de 5,16 personas por km².

## Geografía
El municipio de Nichols se encuentra ubicado en las coordenadas 35°24′25″N 92°42′8″O / 35.40694, -92.70222. Según la Oficina del Censo de los Estados Unidos, el municipio tiene una superficie total de 127.65 km², de la cual 126,12 km² corresponden a tierra firme y (1,2 %) 1,53 km² es agua.

## Demografía
Según el censo de 2010, había 659 personas residiendo en el municipio de Nichols. La densidad de población era de 5,16 hab./km². De los 659 habitantes, el municipio de Nichols estaba compuesto por el 83,92 % blancos, el 13,05 % eran afroamericanos, el 1,06 % eran amerindios y el 1,97 % eran de una mezcla de razas. Del total de la población el 0,91 % eran hispanos o latinos de cualquier raza.